# 1805 en droit
Cet article présente les faits marquants de l'année 1805 en droit.

## Événements
- Décret confirmant l’obligation scolaire et fixant les règles de l’institution scolaire dans la monarchie habsbourgeoise jusqu’en 1869.

## Naissances
- 17 mai : Jean-Alphonse Gilardin, magistrat français (décédé le 9 novembre 1875).
- 18 juin : Mathieu Richard Auguste Henrion, juriste et historien du droit français (décédé en septembre 1862).
- 18 septembre : Francesco Carrara, juriste italien, professeur de droit pénal et homme politique, décédé en 1888.

## Décès
- 29 avril : John Elmsley, juriste britannique, né en 1762.